# Max Cabanes

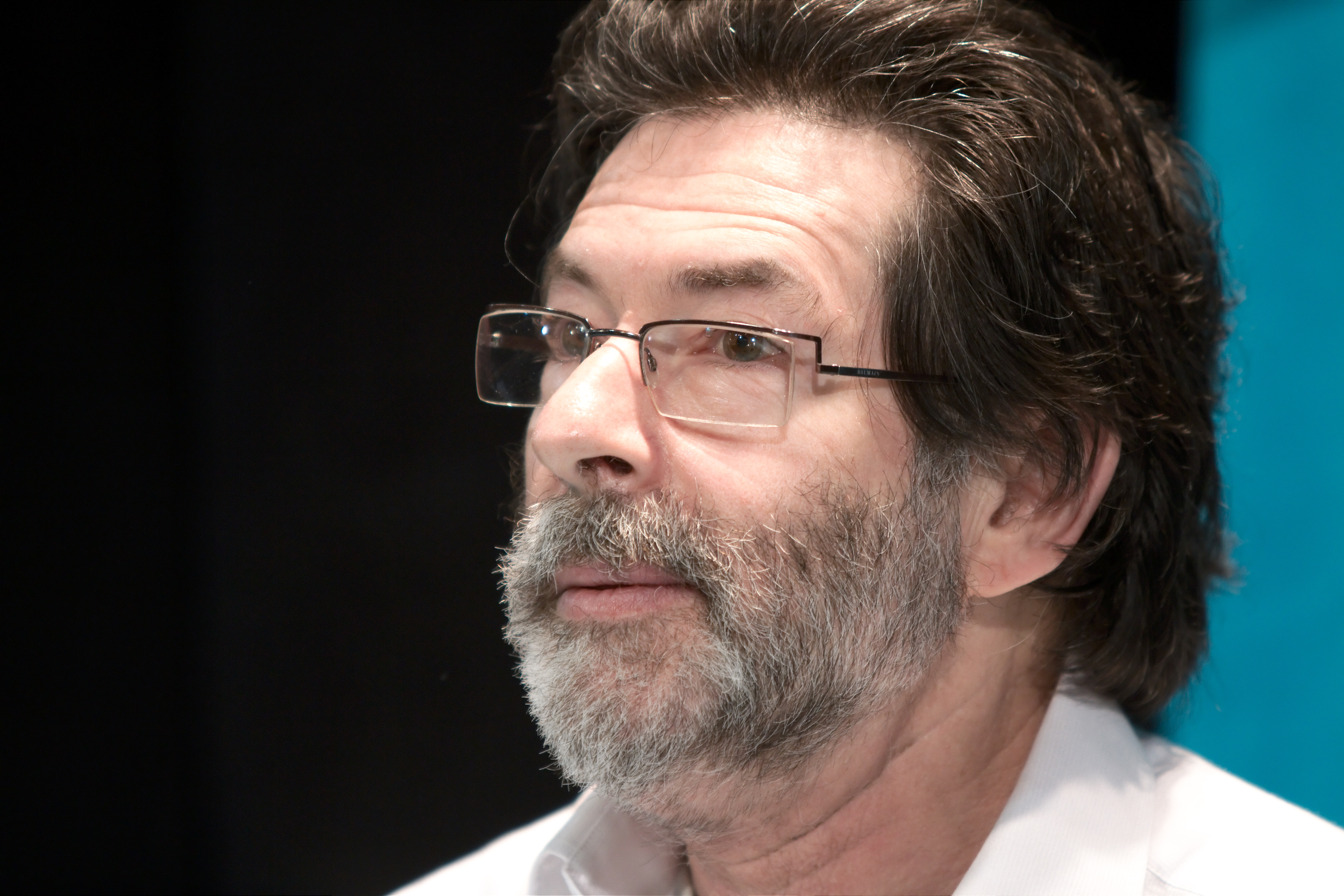
Max Cabanes (2010)

Max Cabanes (* 22. September 1947 in Béziers) ist ein französischer Comiczeichner.

## Werdegang
Seine ersten Zeichnungen wurden 1972 in der Zeitschrift Record veröffentlicht. Es folgten Arbeiten für das Magazin Pilote und andere. 1975 erschien in Tousse Bourin die Serie Dans les villages, die später in Fluide glacial fortgesetzt wurde. Pilote veröffentlichte die Serie, in der sich Cabanes „als ein großer Zeichner der Natur und der Tierwelt“ offenbart, ab 1982 unter dem Titel L'Anti Jôle. Ab 1978 arbeitete er an der erotischen Serie Le Roman Renard, für die Jean-Claude Forest die Texte schrieb. Weitere erotische Werke folgten, die in verschiedenen Magazinen erschienen. Seine eigenen Erinnerungen an die Jugend verarbeitete Cabanes ab 1987 in Colin Maillard und Les Années pattes d'eph. Für Flirts arbeitete er mit seiner Frau Sylvie Brasquet zusammen, die das Szenario der Geschichte um ein junges Mädchen aus konservativem Elternhaus und deren Probleme mit der Pubertät schrieb.
Ein weiteres Arbeitsfeld ist die Illustration von Büchern.

## Stil
Max Cabanes zeichnet realistisch und arbeitet mit Feder, Farbstiften und Wachskreiden. Während Dans le villages schwarz-weiß gehalten ist, sehr grafisch wirkt, nutzt er in den späteren Arbeiten Farbe, dabei reicht die Spanne von Stiften bis zu malerisch eingesetzten Aquarellfarben, die den Werken eine verwaschene Farbigkeit verleihen. Zur Abgrenzung der Farbflächen verwendet Cabanes Wachskreide oder Zeichenkohle.

## Auszeichnungen
1990 erhielt er den Grand Prix de la Ville d’Angoulême auf dem Internationalen Comicfestival in Angoulême und den Prix des Libraires Spécialisées et Grand Prix de la Ville de Grenoble. 2010 erhielt Max Cabanes für die Adaption von Jean-Patrick Manchettes Thriller "Blutprinzessin" den Prix Polar'Encontre.

## Werke
- Dans les villages, 7 Bände, 1977–2008
- Contes fripons, Dargaud, 1979
- Rencontres du 3e sale type, Dargaud, 1982
- Bains d'encre, Futuropolis, 1982
- Le Roman de Renard, Futuropolis, 1985
- Colin Maillard, Casterman, 2 Bände 1989, 1997
- Les années pattes d'eph’, Éditions Albin Michel, 1992 (dt.: Die Zeit der Halbstarken, Carlsen)
- Bouquets de Flirts (zusammen mit Sylvie Brasquet), Éditions Albin Michel, 1996 (dt.: Flirts, Ehapa)
- Bellagamba (zusammen mit Claude Klotz), Casterman, 2 Bände 1999, 2002
- La Maison Winchester (zusammen mit Marie-Charlotte Delmas), Glénat, 2004
- Fatale (Adaption des Romans von Jean-Patrick Manchette, zusammen mit Doug Headline), Dupuis, 2014 (dt.: Fatale, Schreiber & Leser)
- Nada (Adaption des Romans von Jean-Patrick Manchette, zusammen mit Doug Headline), Dupuis, 2018 (dt.: Nada, Splitter)